# Agencia Caribeña para el Manejo de Emergencias por Desastres
La Agencia Caribeña para el Manejo de Emergencias por Desastres (CDEMA, por sus siglas en inglés) es una red de apoyo interregional de unidades de emergencia independientes en toda la región del Caribe. Formada el 1 de septiembre de 2005 como Agencia de Respuesta a Emergencias en Desastres del Caribe (CDERA), se sometió a un cambio de nombre a CDEMA en septiembre de 2009.

## Miembros
Los Estados miembros y agencias participantes del CDEMA incluyen:
| País                         | Organización                                                          |
| ---------------------------- | --------------------------------------------------------------------- |
| Anguila                      | Departamento de Gestión de Desastres (DDM)                            |
| Antigua y Barbuda            | Oficina Nacional de Servicios para Desastres (NODS)                   |
| Bahamas                      | Agencia Nacional de Manejo de Emergencias (NEMA)                      |
| Barbados                     | Departamento de Manejo de Emergencias (DEM)                           |
| Belice                       | Organización Nacional para el Manejo de Emergencias (NEMO)            |
| Islas Vírgenes Británicas    | Departamento de Gestión de Desastres (DDM)                            |
| Dominica                     | Oficina de Gestión de Desastres (ODM)                                 |
| Granada                      | Agencia Nacional de Gestión de Desastres (NaDMA)                      |
| Guyana                       | Comisión de Defensa Civil (CDC)                                       |
| Haití                        | Directorate De Protección Civil (DPC)                                 |
| Jamaica                      | Oficina de Preparación para Desastres y Manejo de Emergencias (ODPEM) |
| Montserrat                   | Agencia de Coordinación de Gestión de Desastres (DMCA)                |
| San Cristóbal y Nieves       | Agencia Nacional de Manejo de Emergencias (NEMA)                      |
| Santa Lucía                  | Organización Nacional para el Manejo de Emergencias (NEMO)            |
| San Vicente y las Granadinas | Organización Nacional para el Manejo de Emergencias (NEMO)            |
| Surinam                      | Centro Nacional de Coordinación para la Ayuda en Desastres (NCCR)     |
| Trinidad y Tobago            | Oficina de Preparación y Gestión de Desastres (ODPM)                  |
| Islas Turcas y Caicos        | Departamento de Gestión de Desastres y Emergencias (DDME)             |

## Actividades
En los últimos años, el papel del CDEMA ha sido principalmente brindar asistencia en casos de desastre a los países miembros. Tal despliegue del personal de CDEMA fue presenciado para Granada y Jamaica a principios de septiembre de 2004 después del paso del huracán Iván.
A mediados de la década de 1990, la repentina erupción del volcán Soufriere Hills en Montserrat también hizo que el CDEMA entrara en acción para brindar apoyo adicional a la población de la isla. La Agencia también monitorea regularmente el volcán Soufriere Hills y el volcán submarino activo llamado Kick 'em Jenny al norte de Granada.
Los miembros del Sistema de Seguridad Regional también han solicitado asistencia militar y logística a través de ese acuerdo después de desastres naturales.

## Antecedentes
Hacia fines del siglo XX, el clima severo había ido aumentando, especialmente en la región del Caribe y el Golfo de México. Poder controlar y minimizar los daños causados por estos desastres es fundamental para la vida en esa parte del mundo. El mundo reconoció la necesidad de establecer una organización para manejar desastres naturales en esa región y en julio de 1984 se estableció el Proyecto Pancaribeño de Preparación y Prevención de Desastres (PCDPPP). El Caribe ha luchado con la independencia de sus países de origen europeo durante siglos y antes de que surgiera el PCDPPP, la forma tradicional de manejar los desastres en el área era a través de donantes privados, un método que dependía en gran medida de otros y no ayudaba a su causa de independencia.
La creación del PCDPPP fue una colección de patrocinadores internacionales como la Agencia de los Estados Unidos para el Desarrollo Internacional (USAID), la Agencia Canadiense de Desarrollo Internacional, el Gobierno de los Países Bajos y la Organización de las Naciones Unidas para la Ayuda en Casos de Desastre (UNDRO). El PCDPPP no logró liberarse de la dependencia directa e indirecta que tenía el Caribe de Europa y Estados Unidos. Un fracaso importante del PCDPPP fue que sus participantes participaran plenamente en la propia organización y se involucraran más con la sociedad civil.
En 1989, con la destrucción generalizada del huracán Hugo, se reconoció una respuesta para una forma más eficaz de gestión y preparación para desastres naturales. En 1991 se creó la Agencia de Respuesta a Emergencias y Desastres del Caribe (CDERA). El Caribe avanzaba hacia la independencia que deseaba. CDERA se formó con 16 naciones caribeñas participantes. De esta manera los países del Caribe tuvieron apoyo regional junto con apoyo internacional. La ayuda de fuentes regionales se estaba volviendo ahora una posibilidad cada vez mayor. Posteriormente, CDERA cambiaría el nombre para abarcar su objetivo final de no solo responder a los desastres, sino también gestionar todo tipo de desastres. Más tarde, en la primera década del siglo XXI, CDERA se convirtió en CDEMA, la Agencia Caribeña para el Manejo de Emergencias por Desastres.

## Historia

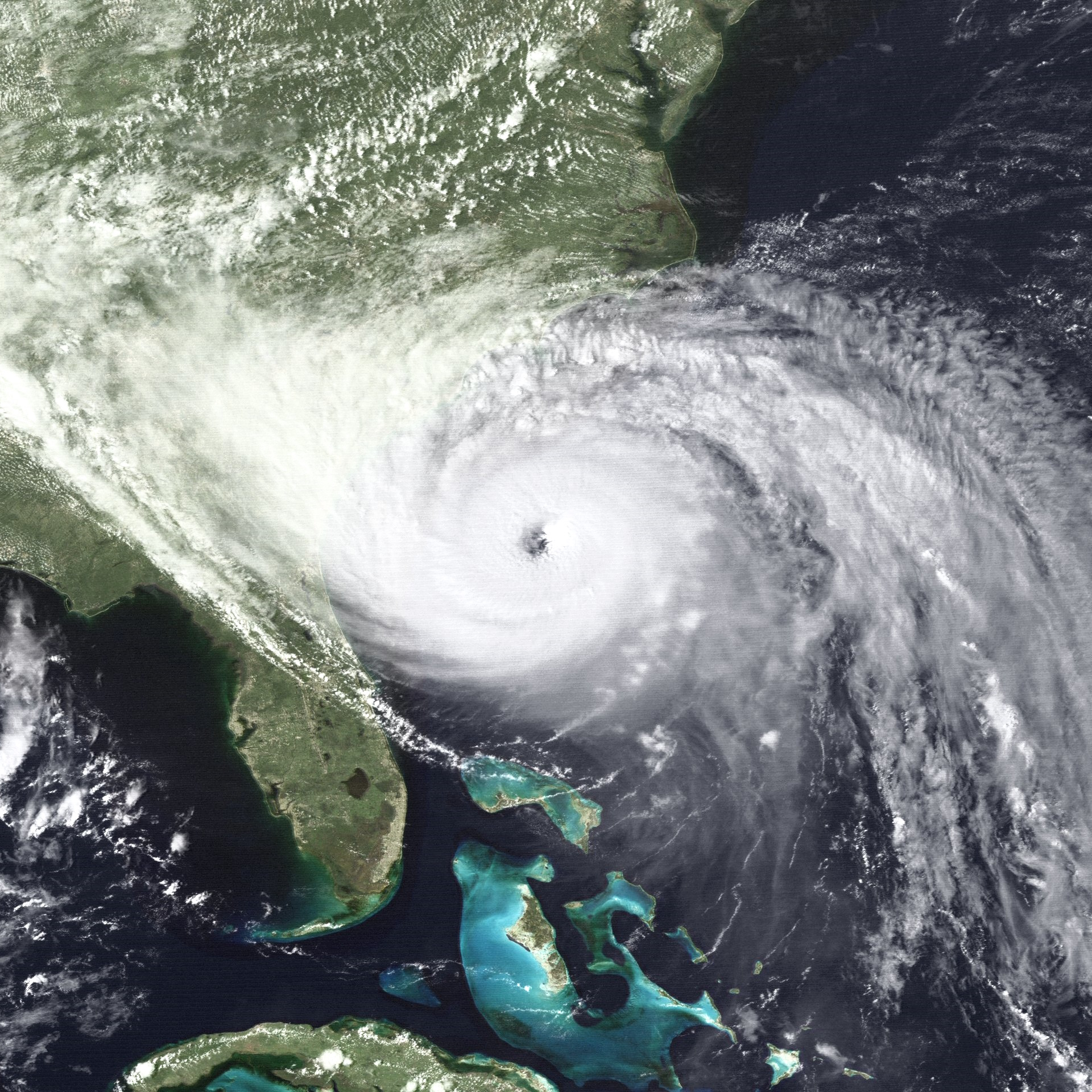
Imagen de satélite del huracán Hugo el 21 de septiembre de 1989. Se trata del octavo huracán con más fatalidades en su proceso de ingreso a tierra.

En 1989, cuando el PCDPPP comenzaba a desmoronarse, el huracán Hugo azotó el Caribe. El alivio aún dependía de la ayuda exterior de países como Estados Unidos. Para 1990, las compañías de seguros criticaban al PCDPPP y señalaban la necesidad de modernizar el sistema mediante el cual el Caribe respondía a los desastres naturales. La industria de la construcción en particular fue criticada por no hacer cumplir los estándares suficientes en la capacidad de las estructuras para resistir los desastres comunes en el Caribe. En 1991, el PCDPPP dejó de existir y durante aproximadamente un mes las agencias de seguros de la región buscaron desesperadamente un reemplazo. En términos de ayuda y manejo de desastres, la región del Caribe estaba en el limbo esperando una fuerza fuerte para ayudarlos en tiempos de crisis. Había pocas señales de financiamiento para la formación de una organización de este tipo y parecía dudoso que se cumpliera la fecha límite del 1 de junio de 1991 para la implementación de una nueva organización de socorro en casos de desastre. La financiación fue y sigue siendo una gran parte de esta región y, en términos de ayuda en casos de desastre, lo significó todo. La Comunidad del Caribe (CARICOM) finalmente pudo tomar la iniciativa y establecer CDERA en septiembre de 1991.
Se afirma que el crecimiento de CDERA fue muy lento durante los años noventa. Las cosas empezaron a mejorar a partir del siglo XXI con CDERA. En 2003, los estudios mostraron cómo sus propios sistemas de alerta temprana desarrollados directamente de la Organización Metrológica del Caribe con sede en Trinidad y Tobago estaban reduciendo la pérdida de vidas en desastres. Todavía existía controversia sobre si la gente tenía confianza en este sistema y necesitaban estudiar cómo el público interactuaba con estos sistemas para mejorar.
En 2005, CDERA planeaba coordinarse mejor con la industria del turismo y ponerlos al día en la preparación de una estrategia de respuesta y un plan claro para prepararse para desastres naturales o provocados por el hombre. CDERA también estaba formulando planes para capacitar mejor a sus empleados y mejorar la difusión de información. La Organización de Turismo del Caribe (CTO, por sus siglas en inglés) afirmó que el sistema que CDERA estaba usando necesitaba estar más unificado para no producir el efecto de una “torre de Babel”. También más tarde ese año, el coordinador de CDERA, Jeremy Collymore, comenzó a presionar a los países individuales de la Unión del Caribe para que aumentaran su plan de preparación, animándoles a ser más autosostenibles en caso de una emergencia. Si bien alentó el fortalecimiento desde adentro, la ayuda de Japón se utilizó para ayudar a desarrollar sus sistemas comunitarios de alerta temprana y su capacidad de gestión de peligros. Con los tsunamis en 2004 en Tailandia y Somalia, se solicitó ayuda al Centro de Alerta de Tsunamis del Pacífico para desarrollar sistemas de alerta de tsunamis en el Caribe. Aunque CDERA buscaba países con experiencia en tsunamis, se estudió mucho sobre el tema en el Caribe en lugares como la Universidad de Puerto Rico y la Universidad de las Islas Vírgenes.
En 2006, la Comisión Europea otorgó 3,4 millones en ayuda financiera para coadyuvar en la preparación de desastres. CDERA se encargaba de utilizar este dinero donde lo consideraba conveniente. La financiación de los proyectos de CDERA sigue proviniendo en gran medida por fuentes externas. Incluso hoy, aproximadamente el 90% de la financiación de los proyectos de CDERA proviene de donantes internacionales. Además de que los fondos dependen en gran medida de fuentes extranjeras, el personal de CDERA ha tenido serios problemas. Se ha dicho que algunos miembros del personal carecen de experiencia en gestión de desastres y los que están a cargo tienen un bajo nivel en la cadena de mando de la burocracia.
En 2010, CDERA cambió de nombre a Agencia del Caribe para el Manejo de Emergencias por Desastres (CDEMA). CDEMA todavía está constantemente tratando de aumentar su efectividad en el manejo de desastres mientras lo mantiene sostenible dentro de su propia región. Recientemente, se han centrado en crear una mejor conexión con los responsables de la formulación de políticas y los funcionarios técnicos para obtener mejores resultados. CDEMA ha evolucionado mucho desde su creación en 1991 y ha asumido un papel mucho más independiente de ayuda ante desastres para el Caribe. Proporciona un esfuerzo de respuesta local y un sistema de gestión para manejar el aumento de desastres naturales en las últimas décadas. CDEMA todavía se apoya en gran medida en la ayuda exterior para su apoyo financiero. La Agencia continúa creciendo hasta ser una agencia local sólida para gestionar y responder a desastres en la región del Caribe. Sin embargo, estas agencias pueden no ser efectivas para responder en los países del Caribe durante una amenaza que representa un desastre natural.